# Giudici di Maat

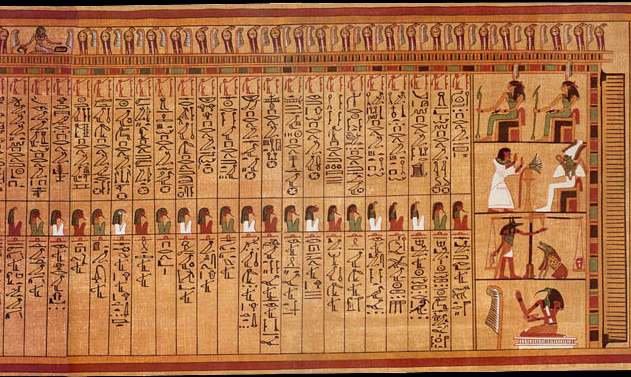
Libro dei morti: sono visibili, seduti e in dimensione ridotta, alcuni dei 42 giudici di Maat (dal Papiro di Ani). British Museum, Londra.

I giudici di Maat sono divinità egizie appartenenti alla religione dell'antico Egitto, 42 deità giudicanti, divinità minori della giustizia (Maat) che, secondo la visione teologica egizia, avrebbero partecipato alla psicostasia e al giudizio di Osiride nell'aldilà. 

## Descrizione

### Confessioni negative e pesatura del cuore
La lunghissima Formula 125 del Libro dei morti elenca i nomi e la provenienza (talvolta geografica, ma anche atmosferica) dei giudici di Maat. A ciascuna divinità corrisponde, da parte del defunto, una dichiarazione di innocenza rispetto a uno specifico "peccato" che ciascuno dei quarantadue giudici era preposto a castigare. 
Lo spirito sarebbe stato accompagnato dal dio psicopompo Anubi al cospetto di Osiride, dove avrebbe dichiarato di non essere colpevole d'alcuno dei "42 peccati" contro la giustizia e la verità recitando un testo noto come "Confessioni negative". Il cuore del defunto sarebbe poi stato pesato (psicostasia) su una bilancia a due piatti: un piatto per il cuore, l'altro per la piuma di Maat. Maat, in nome della quale agivano i 42 giudici che affiancavano Osiride, era la dea che personificava la verità, la giustizia, la rettitudine e l'ordine del cosmo ed era spesso simboleggiata da una piuma di struzzo (segno geroglifico del suo nome). Se il cuore e la piuma si fossero eguagliati, allora le divinità si sarebbero convinte della rettitudine del defunto, il quale avrebbe perciò potuto accedere alla vita eterna divenendo maa-kheru, che significa "vendicato/giustificato", letteralmente "giusto di voce" ("beato" in senso lato); ma se il cuore fossero risultato più pesante della piuma di Maat, allora un mostro terrificante di nome Ammit, la "Divoratrice", l'avrebbe divorato distruggendo lo spirito del defunto. 
L'episodio della psicostasia è notevole non solo per la sua vivacità simbolica e perfino drammatica, ma anche perché è una delle poche parti del Libro dei morti con connotazioni morali. Il giudizio da parte di Osiride con le altre 42 deità giudicanti e le altrettante "Confessioni negative" dipingono l'etica e la morale egizie. Queste 42 dichiarazioni di innocenza del defunto sono state interpretate da alcuni come possibili precedenti storici dei Dieci comandamenti: ma, mentre i Dieci comandamenti dell'etica giudeo–cristiana constano di norme attribuite a una rivelazione divina, le "Confessioni negative" si presentavano piuttosto come trasposizioni divine (ciascuna corrispondeva infatti a una delle 42 deità giudicanti) di una moralità quotidiana.

### Elenco dei nomi, delle origini e delle competenze (Wilkinson)
L'egittologo britannico Richard Herbert Wilkinson, nel suo The Complete Gods and Goddesses of Ancient Egypt (2003), ha così schematizzato i nomi evocativi, i luoghi d'origine geografici o atmosferici e i crimini puniti dai 42 giudici di Maat:
|    | Nome del dio              | Identificazione          | Crimine                    |    | Nome del dio                       | Identificazione                                   | Crimine                          |
| -- | ------------------------- | ------------------------ | -------------------------- | -- | ---------------------------------- | ------------------------------------------------- | -------------------------------- |
| 1  | "Lungo passo"             | Eliopoli                 | Falsità                    | 22 | "Demolitore"                       | Xois                                              | Trasgressione                    |
| 2  | "Abbracciatore del fuoco" | Kheraha                  | Rapina                     | 23 | "Disturbatore"                     | Uerit                                             | Collera                          |
| 3  | "Ficcanaso"               | Ermopoli                 | Rapacità                   | 24 | "Giovane"                          | Nomo di Eliopoli                                  | Indifferenza per la verità       |
| 4  | "Mangiatore di sfumature" | "la caverna"             | Furto                      | 25 | "Predicente"                       | Uenes                                             | Confusione                       |
| 5  | "Pericoloso"              | Rosetau                  | Omicidio                   | 26 | "Tu dell'altare"                   | "il segreto palazzo"                              | Frode                            |
| 6  | "Doppio leone"            | "il cielo"               | Distruzione di cibo        | 27 | "Faccia dietro di lui"             | "caverna del male"                                | Rapporti sessuali con un ragazzo |
| 7  | "Occhi feroci"            | Letopoli                 | Disonestà                  | 28 | "Caldo piede"                      | "il crepuscolo"                                   | Negligenza                       |
| 8  | "Fiamma"                  | "uscito a ritroso"       | Furto di offerte           | 29 | "Tu della tenebra"                 | "la tenebra"                                      | Lite                             |
| 9  | "Rompitore di ossa"       | Eracleopoli              | Menzogna                   | 30 | "Portatore delle tue offerte"      | Sais                                              | Attività smodata                 |
| 10 | "Verde di fiamma"         | Menfi                    | Sottrazione di cibo        | 31 | "Recante volti"                    | Nedjefet                                          | Impazienza                       |
| 11 | "Tu della caverna"        | "l'Occidente"            | Scontrosità                | 32 | "Accusatore"                       | Uetjenet                                          | Danni alle effigi delle divinità |
| 12 | "Bianco di denti"         | Crocodilopoli            | Trasgressione              | 33 | "Recante corna"                    | Asyūṭ                                             | Volubilità nel parlare           |
| 13 | "Mangiatore di sangue"    | "i macelli"              | Uccisione di un toro sacro | 34 | Nefertum                           | Menfi                                             | Iniquità                         |
| 14 | "Mangiatore di visceri"   | "Casa dei Trenta"        | Falsa testimonianza        | 35 | Temsep                             | Busiri                                            | Congiura contro il faraone       |
| 15 | "Signore della verità"    | Maati                    | Furto di pane              | 36 | "Tu che hai agito con ostinazione" | Tjebu                                             | Fermare il corso dell'acqua      |
| 16 | "Errabondo"               | Bubasti                  | Spiare                     | 37 | "Colpitore dell'acqua"             | "l'abisso"                                        | Rumorosità                       |
| 17 | "Pallido"                 | Eliopoli                 | Pettegolezzo               | 38 | "Comandante dell'umanità"          | "casa tua"                                        | Oltraggio al dio                 |
| 18 | "Doppiamente cattivo"     | Andjet                   | Contesa                    | 39 | "Elargitore di bene"               | "il nomo dell'arpione" (7º e 8º del Basso Egitto) | Fare ...?                        |
| 19 | "Serpente–Uamemti"        | "luogo della esecuzione" | Adulterio                  | 40 | "Elargitore di poteri"             | "la città"                                        | Darsi importanza                 |
| 20 | "Guarda chi porti"        | "Casa di Min"            | Cattivo comportamento      | 41 | "Serpente dal capo eretto"         | "la caverna"                                      | Ricchezza disonesta              |
| 21 | "Sopra al Vecchio"        | Imau                     | Incutere paura             | 42 | "Serpente che porta e dà"          | "la terra silenziosa"                             | Blasfemia                        |